# Villachiara
Villachiara là một đô thị thuộc tỉnh Brescia trong vùng Lombardia ở Ý. Đô thị này có diện tích 16 km², dân số 1283 người.
Đô thị này có các làng sau: Bompensiero, Villabuona, Villagana.
Đô thị này giáp với các đô thị sau: Azzanello, Borgo San Giacomo, Genivolta, Orzinuovi, Soncino.